# Джоджик, Ярослав Иванович
Яросла́в Ива́нович Джо́джик (укр. Ярослав Іванович Джоджик; род. 9 января 1960, Тернополь, Украинская ССР, СССР) — украинский политический деятель и предприниматель, депутат Верховной рады Украины III-IV (1998—2006) и VI созывов (2007—2012).

## Биография
Родился 9 января 1960 года в Тернополе.
В 1982 году окончил Львовский государственный университет имени Ивана Франко по специальности «инженер-физик».
С 1982 по 1984 год работал инженером на Нальчикском заводе полупроводниковых приборов, с 1984 года работал инженером-электронщиком Тернопольского областного потребсоюза, в дальнейшем до 1988 года занимал различные должности в организации.
В 1988 году возглавил кооператив «Сервис», в 1991 году создал и возглавил компанию «Технотерн». С 1995 года занимал должность президента Лиги предпринимателей Тернопольщины.
В 1994 году был избран депутатом Тернопольского областного совета, до апреля 1997 года был членом Украинской республиканской партии.
На парламентских выборах в 1998 году избран депутатом Верховной рады Украины III созыва по избирательному округу № 163 Тернопольской области. В парламенте являлся членом фракции Народного руха Украины с мая 1998 года, с апреля 2000 года был членом фракции УНР, входил в состав комитета по вопросам финансов и банковской деятельности.
На парламентских выборах в 2002 году избран депутатом Верховной рады Украины IV созыва от блока Виктора Ющенко «Наша Украина» (№ 63 в партийном списке). В парламенте был членом фракции «Наша Украина» с мая 2002 года по март 2005 года, затем был членом фракции УНП, входил в состав комитета по вопросам финансов и банковской деятельности.
На парламентских выборах в 2007 году избран депутатом Верховной рады Украины VI созыва от блока «Наша Украина — Народная самооборона» (№ 74 в партийном списке). Был членом фракции блока «Наша Украина — Народная самооборона», входил в состав комитета по вопросам бюджета.
Женат, супруга — Ольга, дети — Наталья и Олег.